# Trans-Pecos råttsnok
Trans-Pecos råttsnok Bogertophis subocularis är en snokart som man hittar i södra Nordamerika och i norra Mexiko.

## Habitat
Trans-Pecos råttsnok trivs bäst i ökenområden som innehåller buskiga sluttningar, dalar och skrevor. De är natt levande snokar som är mycket sällan sedda. Under dagen brukar de sova i någon skreva De fåtal gånger man ser den är under varma sommarnätter under parningssäsongen. Råttsnoken är inte giftig och om man träffar på den är den nästa passiv. De är mycket lätta att hålla i fångenskap. På dess matsedel står små däggdjur och fåglar.

## Utseende
En Trans-Pecos råttsnok är en ganska liten snokart den kan bli mellan 0,8 och 1,2 m lång. De finns i två former en vanlig form som har en gul bottenfärg med mörkbruna teckningar. Den blonda formen ger ett ”urtvättat” intryck med den svagare teckningen. Ormens huvud är utan teckning och den har stora lite utåt stående ögon som är anpassade för att jaga på natten.

## Förökning

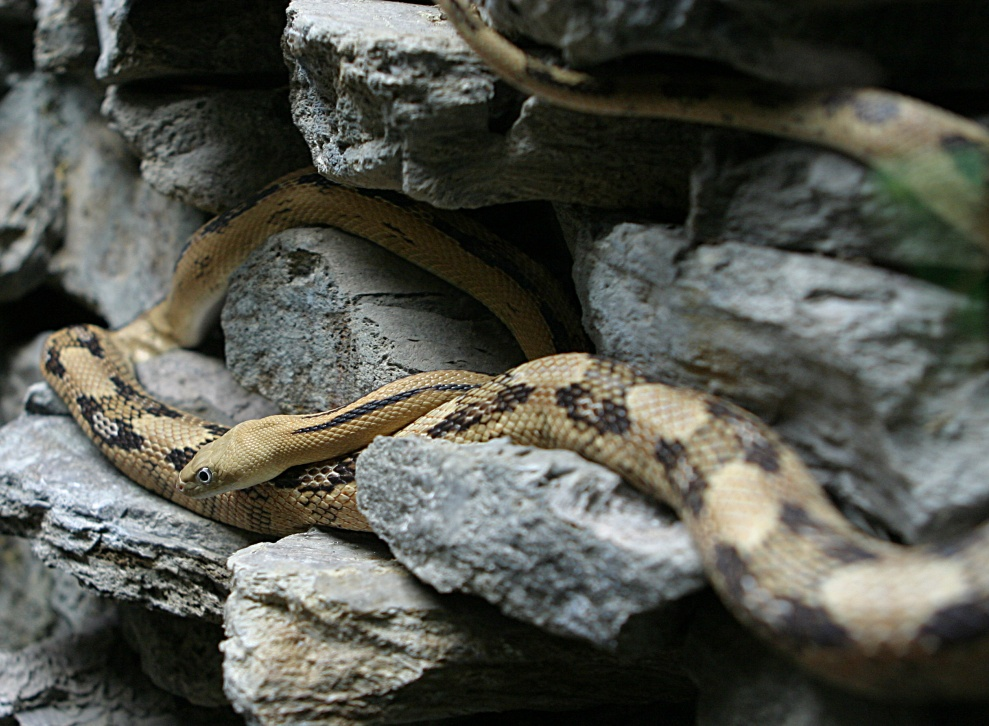
Trans-Pecos råttsnok
Foto taget på Houston Zoo

Råttsnokarnas parningssäsong börjar i maj eller juni och de lägger sina ägg mellan juli och september. En råttsnok kan lägga upp till 12 ägg som kläcks efter en inkubationstid på ungefär tre månader. Om ungarna föds på vintern ligger de kvar i sina gömslen tills våren kommer. En nykläckt unge kan ha en längd på mellan 28 och 33 cm och de har en lång och tunn kroppsform.